# Centaurea pectinata
Centaurea pectinata — вид квіткових рослин родини айстрових (Asteraceae). Ареал: пд. Франція, сх. і цн. Іспанія.

## Середовище
Населяє кам'янисті схили.

## Морфологічна характеристика
Це напівкущик 5–15 см заввишки. Листя повстисті, шорсткі, сіро-зелені, прикореневі черешкові, ліроподібні, верхні довгасті, цілокраї чи зубчасті. Квіткові голови поодинокі. Обгортка вовниста. Квітки пурпурові. Період цвітіння: пізнє літо.